# 巨大歯
巨大歯（きょだいし、macrodont）とは、歯の形態異常の一つ。ヒトの平均的な解剖学的大きさを基準とした際に、それよりも異常に大きい歯のこと。
好発部位は上顎中切歯、上顎側切歯や上顎犬歯、下顎中切歯、第一大臼歯、過剰歯で、前歯部に多い。主に永久歯が巨大歯となり、乳歯ではほとんどみられない。臨床的には、癒合歯をその歯冠幅径から巨大歯と判断してしまう場合もある。
歯牙腫との鑑別が必要となることもある。